# 奥宮暁子
奥宮 暁子（おくみや あきこ、1946年 - ）は、日本の看護師、看護学者。学位は医学博士。札幌医科大学 名誉教授。専門はリハビリテーション看護学、老年健康看護学など。これまでに茨城県立医療大学教授、大阪大学教授、東京工科大学教授、帝京科学大学教授、北海道科学大学教授などを歴任した。
祖父は大日本帝国海軍中将の栗田健男、高祖父は東京帝国大学教授の栗田寛、おじは大日本帝国海軍中佐・空将の奥宮正武。

## 来歴
1969年に聖路加看護大学を卒業する。1973年に日本社会事業学校研究科を修了。その後、1973年から1982年にかけて国家公務員等共済組合連合会虎の門病院看護師、1982年から1986年にかけて埼玉県立衛生短期大学講師となり、1986年から1996年にかけて東京都立医療技術短期大学助教授、教授として勤める。この間、1992年に筑波大学大学院教育研究科（リハビリテーション専攻）を修了する。1996年 - 1999年に茨城県立医療大学教授を務めた後に、1999年 - 2006年に大阪大学医学部保健学科看護学専攻教授に就任する。2006年に札幌医科大学保健医療学部看護学科教授。2012年東京工科大学医療保健学部看護学科教授(2014年まで）、2014年帝京科学大学医療科学部看護学科教授。2018年北海道科学大学保健医療学部看護学科教授。
25980047555265
2004年に論文『知的障害者施設における肥満症の現況－脂肪分布とくに内臓脂肪量評価の重要性－』で博士（医学）を大阪大学より授与された。また、日本看護科学学会、日本透析医学会の各会員、日本看護研究学会、看護学教育学会、聖路加看護学会、日本慢性看護学会の各評議員などを務め研究活動に従事かわなはした。22858

## 著書

### 単著
- 『呼吸器系疾患をもつ人への看護』（中央法規出版、1997年）
- 『慢性疾患のアセスメントと看護』（中央法規出版、2002年）
- 『図でわかるエビデンスに基づく呼吸困難のある人への看護ケア』（中央法規出版、2006年）

### 共編著
- 『症状・苦痛の緩和技術』（編著、中央法規出版、1995年）
- 『生活調整を必要とする人の看護（1）（2）』（編著、中央法規出版、1995年/1996年）
- 『生活の再構築を必要とする人の看護（1）（2）』（編著、中央法規出版、1995年/1996年）
- 『最新がん事典』（編著、日野原重明監修、坂田三允、小学館、1998年）
- 『脳に疾患をもつ人への看護』（共著、金子昌子、中央法規出版、1998年）
- 『日常生活に援助を必要とする人の在宅ケア』（編著、後閑容子・坂田三允、中央法規出版、2000年）
- 『痴呆様症状のある人の在宅ケア』（編著、後閑容子・坂田三允、中央法規出版、2001年）
- 『医療処置を必要とする人の在宅ケア』（編著、後閑容子・坂田三允、中央法規出版、2001年）
- 『リハビリテーション看護における評価（1）（2）』（編著、金城利雄・宮腰由紀子、医歯薬出版、2001年/2002年）
- 『リハビリテーション看護と家族支援』（編著、宮腰由紀子・金城利雄、医歯薬出版、2003年）
- 『地域生活支援とリハビリテーション看護』（編著、宮腰由紀子・金城利雄、医歯薬出版、2003年）
- 『実践へつなぐ看護技術教育』（編著、阿曽洋子・鈴木純恵・藤原千惠子、医歯薬出版、2006年）
- 『リハビリテーション看護実践テキスト』（編著、石鍋圭子・野々村典子編集代表、医歯薬出版、2008年）
- 『ナーシング・グラフィカイーエックス（4）』（編著、金城利雄・石川ふみよ、メディカ出版、2010年）

### 監修
- 『リハビリテーション看護』（監修、石川ふみよ、学習研究社、2003年）
- 『リハビリテーション専門看護』（監訳、アメリカリハビリテーション看護師協会著、宮腰由紀子、日本看護協会出版会、2003年）
- 『リハビリテーション看護の実践』（監訳、アメリカリハビリテーション看護師協会編、日本看護協会出版会 2006年）